# أربوثياس
بلدية أربوثياس (بالإسبانية: Arbucias) هي بلدية تقع في مقاطعة جرندة التابعة لمنطقة كتالونيا شمال شرق إسبانيا.

## الديموغرافيا
بلغ عدد سكان بلدية أربوثياس 6.713 نسمة عام 2011 (وفقاً للمعهد الوطني الإسباني للإحصاء).
| 4.317 | 4.939 | 5.416 | 6.002 | 6.271 | 6.595 | 6.713 |

## أعلام
- أنطونيو دوران
- كيتا بالدي دياو